# Епископосян, Левон Михайлович
Левон Михайлович (Микаелович) Епископосян (арм. Լևոն Միքայելի Եպիսկոպոսյան; род. 11 ноября 1951, Кировабад) — советский и армянский биолог, генетик и палеонтолог, доктор биологических наук, профессор. Ректор Арцахского государственного университета (1995—1996).

## Биография
Родился 11 ноября 1951 года в Кировабаде (сейчас Гянджа), Азербайджанская ССР, СССР.
В 1969—1974 годах учился на биологическом факультете Московского государственного университета, получил специальность «физическая антропология».
В 1977 году защитил диссертацию на соискание учёной степени кандидата биологических наук в МГУ.
В 1978—1991 годах преподавал в Ереванском государственном медицинском университете, являлся старшим научным сотрудником.
В 1981—2016 годах преподавал в Ереванском государственном университете.
В 1989 году защитил диссертацию на соискание учёной степени доктора биологических наук в Институте общей генетики АН СССР в Москве, тема диссертации — «Генетика ростовых процессов в перипубертатной стадии онтогенеза человека».
С 1992 года является президентом Армянского антропологического общества. С 1994 года входит в Европейскую антропологическую ассоциацию, с 2014 года — в её совет.
В 1995—1996 годах являлся ректором Арцахского государственного университета в Степанакерте (Ханкенди).
С 2007 года является заведующим лабораторией эволюционной геномики в Институте молекулярной биологии НАН РА в Ереване. В 2011 году получил там учёное звание профессора.
С 2009 года преподаёт в Российско-армянском университете.

## Научная деятельность
Занимается исследованием генетической истории армян и сопредельных популяций Ближнего Востока и Кавказа, а также созданием генетического атласа исторической Армении.
В 2002—2015 годах являлся одним из соруководителей палеонтологической экспедиции, изучавшей Азыхскую (Азохскую) пещеру. Раскопки проходили на международно признанной территории Азербайджана, находившейся под контролем непризнанной Нагорно-Карабахской Республики. Генеральная прокуратура Азербайджана завела уголовное дело на Епископосяна и двух других соруководителей экспедиции по обвинению в незаконных раскопках.
В 2014—2020 годах возглавлял палеонтологическую экспедицию в Ханскую (Каринтакскую) пещеру.
Подготовил 11 кандидатов наук.

## Награды
- Медаль «Вачаган Барепашт» (2016) за участие в создании книги «Azokh Cave and the Transcaucasian Corridor» (с англ. — «Азохская пещера и транскавказский коридор»)[1].